# قانون هتبر
ينص قانون هتبر على أن "التحسين يعني التدهور". وهو مبني على ملاحظة ساخرة مفادها أن التحسن المعلن يخفي في الواقع تدهورا.
وقد شهد هذا المصطلح تطبيقًا واسعًا في الأعمال والهندسة وتحليل المخاطر. تم التعبير عنه لأول مرة في السبعينيات من قبل باتريك هوتبر، وهو اقتصادي وصحفي كان محرر صحيفة صنداي تلغراف في لندن من عام 1966 إلى عام 1979.